# Majcichov
Majcichov (Hongaars: Majtény) is een Slowaakse gemeente in de regio Trnava, en maakt deel uit van het district Trnava.
Majcichov telt 1.868 inwoners.